# Erlangkou
Erlangkou (kinesiska: 二郎口) är en köping i östra Kina. Den ligger i Quanjiao härad i staden Chuzhou i provinsen Anhui, omkring 80 kilometer öster om provinshuvudstaden Hefei. Antalet invånare är 39 146. Befolkningen består av 19 238 kvinnor och 19 908 män. Barn under 15 år utgör 16,0 %, vuxna 15-64 år 68 %, och äldre över 65 år 14,0 %.